# Александров Анатолій Ілліч
Александров Анатолій Ілліч (рос. Александров Анатолий Ильич; 3 лютого 1967) — російський професійний боксер, чемпіон світу за версією WBO (1998—1999) і чемпіон Європи за версією EBU (1995—1996, 1998) в другій напівлегкій вазі.

## Аматорська кар'єра
Народився в Шахтинську Карагандинської області. Боксом почав займатися з 10 років. Особливих успіхів в змаганнях аматорів не мав.

## Професіональна кар'єра
1990 року, переїхавши до Москви, дебютував на професійному рингу.
4 липня 1995 року завоював титул чемпіона Європи за версією EBU в другій напівлегкій вазі, який захистив три рази.
14 червня 1997 року вийшов на бій з чемпіоном WBC у другій напівлегкій вазі Хенаро Ернандесом (Мексика) і програв розділеним рішенням.
21 лютого 1998 року знов завоював титул чемпіона Європи за версією EBU.
16 травня 1998 року в бою проти Жульєна Лорсі (Франція) рішенням більшості завоював вакантний титул WBO у другій напівлегкій вазі. Провівши один вдалий захист, 7 серпня 1999 року втратив титул WBO, програвши нокаутом у першому раунді Аселіно Фрейтасу (Бразилія).